# Lapscheurse Gat
El Lapscheurse Gat són les restes d'un antic braç de mar a la frontera belgo-neerlandesa que es va crear per la maror ciclònica del 1583 com un braç lateral de l'Zwin, després que les forces dels geuzen, els insurrectes protestants que es rebel·lien contra l'intolerància religiosa del sobirà espanyol, van trencar el pas als mercenaris espanyols en obrir uns dics per impedir l'avenç de l'enemic. Va esdevenir la frontera de facto entre els Països Baixos espanyols i la república de les Set Províncies Unides. El 1839 va ser reconeguda com la frontera de iure entre Bèlgica i els Països Baixos.

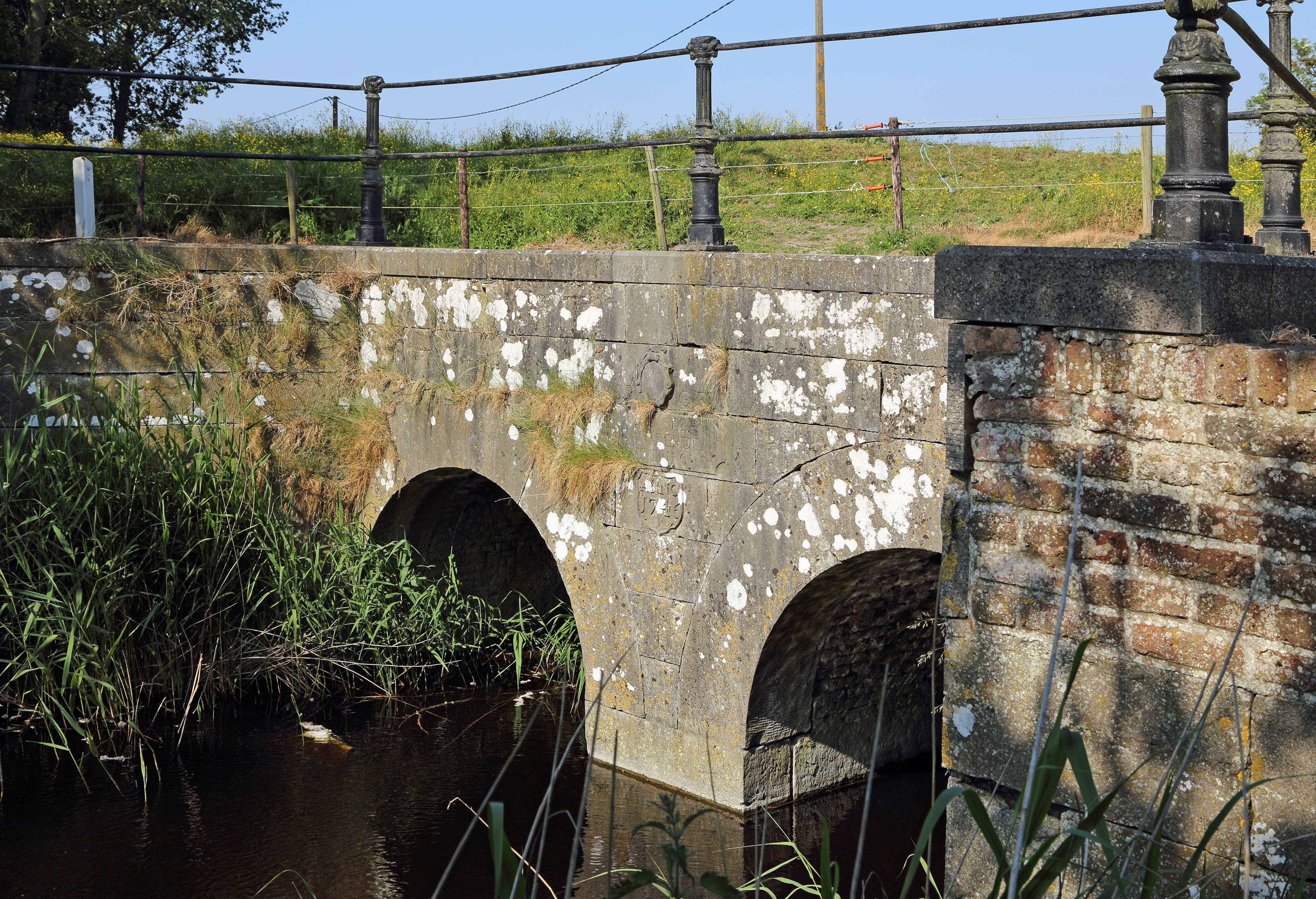
La Resclosa Blava

El seu nom significa literalment «forat (al dic) de Lapscheure», el poble veï que per més de tres quarts del seu territori va ser inundat i destruït per la força de la natura i l'estultícia dels humans. A la maror de 1591 un segon dic van trencar-se i el braç es va prolongar fins a Middelburg, amb quatre braços més: el Papenkreek, Meulekreek i Stierskreek i Verloren Kreek.
A poc a poc, el braç va ser polderitzat. El 1739 es va tallar la connexió directe amb el mar, el primer dic es va trencar fins que el 1747 se'n va construir un de nou. El 1746, sota el règim austríac dels Països Baixos meridionals es va construir la resclosa de desguàs Blauwe Sluis (resclosa blava). El 1830, a la revolució belga, els neerlandesos com a represàlia van tancar la resclosa del seu costat de la frontera, el que va causar molts problemes de desguàs per als pòlders a l'entorn de Lapscheure i Damme. Des del 1843 es va excavar el Leopoldkanaal per poder desguassar directament al mar del Nord sense passar pels Països Baixos. La resclosa Blauwe Sluis va ser llistada com a monument el 1976 i restaurada.